# Діловий кур'єр-зв'язок
«Ділови́й кур'є́р-зв'язо́к» (ДК-зв'язок) — всеукраїнський інформаційний тижневик. Єдина в Україні щотижнева газета зв'язківців та їх партнерів про події на ринку телекомунікацій. Тираж 10 тисяч (станом на 2009 рік).
Газета видається з грудня 1996 і є практично єдиним україномовним виданням у сфері ІКТ.

## Колектив
- Шнурко Євген, видавець
- Артеменко Анна, головний редактор
- Басманова Вікторія, редактор
- Дудченко Леся, відповідальний секретар